# Pseudoplatystoma punctifer
Pseudoplatystoma punctifer é uma espécie de peixes da família Pimelodidae na ordem dos Siluriformes.

## Descripção
Podem alcançar os 140 cm de comprimento total. As fêmeas são majores que os machos. Número de  vértebras: 37-40. Presentam barras verticais escuras rectas com linhas curtas pálidas; as barras dum lado não se unem a través de dorso com as do lado oposto; discretas manchas escuras libres presentes sob a linha lateral. Têm pigmentação escura na regão dorsal lateral, que se estende até a linha lateral. Ventral da linha lateral pálida, variando de cor branco a amarilhado. Barbatanas caudal, dorsal e anal com poucos pontos. Pigmentação escura na regão dorsal com a barbatana peitoral e pálida na ventral. Fossas nasais anteriores tubulares de cor esbranquiçado a amarelhado e posterior com um flap com uma borda de cor esbranquiçado. barbilhões maxilares largos, que se estendem para além da aleta pectoral; os barbilhões do queixo chegam até a origem da aleta pélvica.

## Hábitat
É um peixe de água doce e de clima tropical.

## Distribução geográfica
Se encontram na bacia do rio Amazonas, em Bolívia, Brasil, Colômbia, Equador, Peru e Venezuela.